# Doutor Pedrinho
Doutor Pedrinho is een gemeente in de Braziliaanse deelstaat Santa Catarina. De gemeente telt 3.645 inwoners (schatting 2011).

## Aangrenzende gemeenten
De gemeente grenst aan Benedito Novo, Itaiópolis, José Boiteux, Rio dos Cedros en Rio Negrinho.

## Verkeer en vervoer
De plaats ligt aan de weg BR-477/SC-477.